# San Agustín del Pozo
San Agustín del Pozo – gmina w Hiszpanii, w prowincji Zamora, w Kastylii i León, o powierzchni 14,47 km². W 2011 roku gmina liczyła 206 mieszkańców.